# Milano-Montecatini Express
De Milano-Montecatini Express was een luxe dagtrein op de verbinding tussen Milaan en het kuuroord Montecatini Terme in de Apennijnen.

## CIWL
Na de succesvolle introductie van de eerste Pullman-trein tussen Milaan en de Rivièra in 1925 volgden op 1 juli 1926 twee nieuwe luxetreinen vanuit Milaan. De ene reed naar Venetië de andere naar Montecatini Terme. De Compagnie Internationale des Wagons-Lits (CIWL) besloot om een rechtstreekse verbinding aan te bieden tussen Milaan en het, in het Interbellum zeer populaire, kuuroord in Toscane. In Montecatini waren al eeuwenlang badhuizen en in 1926 kwam de modernisering van de Terme Leopoldine gereed. De trein reed alleen zomers, voor het laatst in 1929 omdat na de Beurskrach de markt voor deze trein was ingestort.